# Лумшори
Лумшо́ри (словац. Lumšur, Lumšory, угор. Rónafüred) — село в Перечинському районі Закарпатської області на річці Туричка. Входить до складу Туричківської сільської ради. Бальнеологічний курорт.
На високому плато, що спускається до турбази і зліва омивається рікою Туриця – знахідка крем’яного відщепу пізньопалеолітичної епохи.

## Географія
Лумшори розташовані недалеко від Полонини «Руна» (Рівна), на висоті 479м. над рівнем моря. Через село протікає річка Туричка. Відстань до районного центру, смт Перечин – 30 км, до обласного центру Закарпаття, міста Ужгород – 51 км.

## Туризм
Зараз село формується як санаторно-туристична зона, відомо декілька мінеральних джерел і свердловин. Туристів приваблюють водоспади, рукотворне озеро під полониною, плавальний басейн ЛОК «Полонина», витяг для гірськолижників (канатно-бугельна дорога завдовжки 300 м.), діють бази відпочинку «Лумшори», «Мисливська садиба».

## Курорт Лумшори

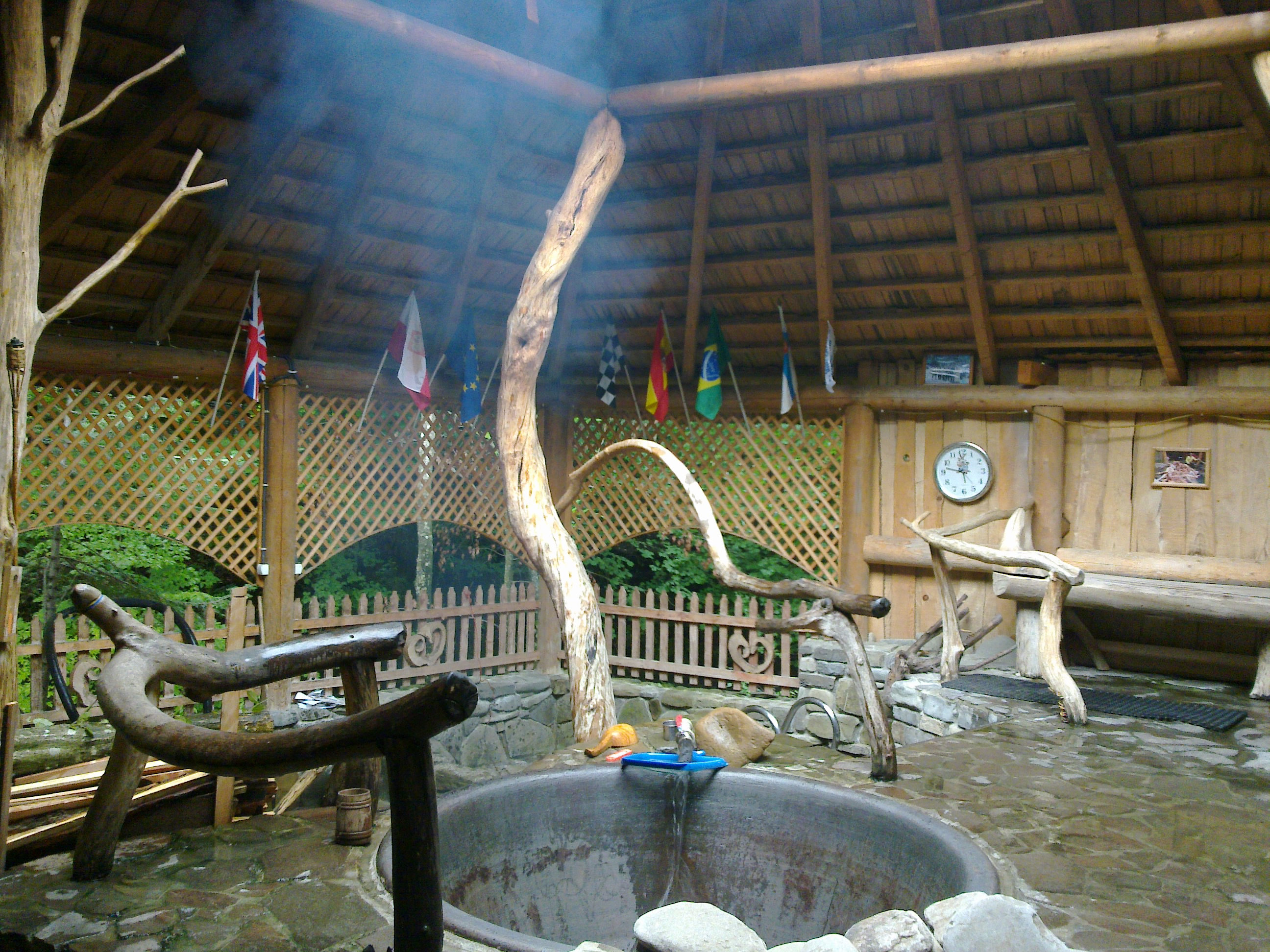
Чани в Лумшорах

Перший лікувальний заклад — з 1600 року. У XVIII ст. вже існував «Курорт Лумшори». Село славиться купелями в чанах із застосуванням мінеральних вод сірководневого типу. Вигляд ці процедури мають досить "пекельний": людина залазить у величезний казан, який підігрівається вогнищем. Наповнений цілющою водою з сірководневого джерела, товстостінний чан нагрівається від багаття. На дні лежить каміння, яке утримує температуру, і, залежно від сезону, ялинкові гілки або духмяні трави. Роздягнувшись у дерев’яній будівлі, чимчикуєте швидше по холодному камінню й пірнаєте в гарячу воду. Приймати купіль можна й на самоті, і компанією – у чан поміститься 4-6 осіб. У дощову, похмуру погоду такий відпочинок – надзвичайне задоволення. Слід зазначити, що процедури лікувального купання відомі на Закарпатті ще з XV століття, вони дуже корисні при захворюваннях опорно-рухового апарату, захворюваннях серцево-судинної та нервової систем, багатьох інших недугах.
Особлива туристична привабливість курорту полягає в тому, що купання проходить під відкритим небом у будь-який час року.

## Пам'ятки
дерев’яна церква св. Василія Великого і свв. Жінок Мироносиць Мукачівської греко-католицької єпархії. У деяких джерелах згадується дерев’яна церква св. Михаїла (1751). Але 1906 року в селі сталася велика пожежа, згоріла й церква, а також липи навколо неї.
Святиня зведена в дуже короткий термін: 2 серпня 2013 року помічний єпископ Ніл освятив наріжний камінь, а вже 14 січня 2015 року – церкву. У 2004 році о. Володимир організував зведення дерев’яної каплиці, що формами нагадує малі церкви ХІХ ст., які споруджувалися у невеликих віддалених селах. Туричківська сільська рада (село підпорядковується їй) виділила під будівництво ділянку, де зберігся добротний кам’яний фундамент. Будівельники з Вільшинок зміцнили його, а майстри з Тячівщини за короткий час збудували церкву, що має невелику вежу з шатровим верхом. Дахи церкви вкрили металом. Усередині стіни обшили дошками. Споруда невелика – 6х6 метрів, святилище – 3х3. Василь Куцик виготовив престол та аналой. Активну участь у будівництві брав куратор Василь Гапак, а також інші вірники Лумшор. Вагомий внесок зробила дієцезія Лімбурга з Німеччини. Роботи тривали з жовтня 2004 року по січень 2015-го.
Дзвіниця. 1942 р.
У 1751 р. згадують дерев’яну церкву св. Михайла. Можливо, саме ця церква згоріла незадовго до 1914 р. (велика пожежа була в 1906 р.), хоч називають різні роки. Василь Гапак (1911 року народження) розповів, що церква зайнялася від вуглика з кадила. Згоріли і липи довкола церкви, але один пагін пробився, і нині на місці церкви росте розкішна липа. Кілька ікон було врятовано, і вони зберігаються в церкві в Лікіцарах.
Дзвіниця, що стояла далеко від церкви, вціліла, але поступово занепадала і була розібрана 1942 р. Тоді ж збудували нову кам’яну дзвіницю. Зображення старої збереглося на картині чеського художника Франти Арона.
Нова дзвіниця має кам’яні стіни, вимуровані Янком Гапаком, Іваном Куциком та Юрком Ганичом. Дерев’яний чотирисхилий, вкритий шинґлами верх ставили Василь Гапак, Юрій Федорович Гапак та Іван Петрович Гапак.

### Лумшорські водоспади

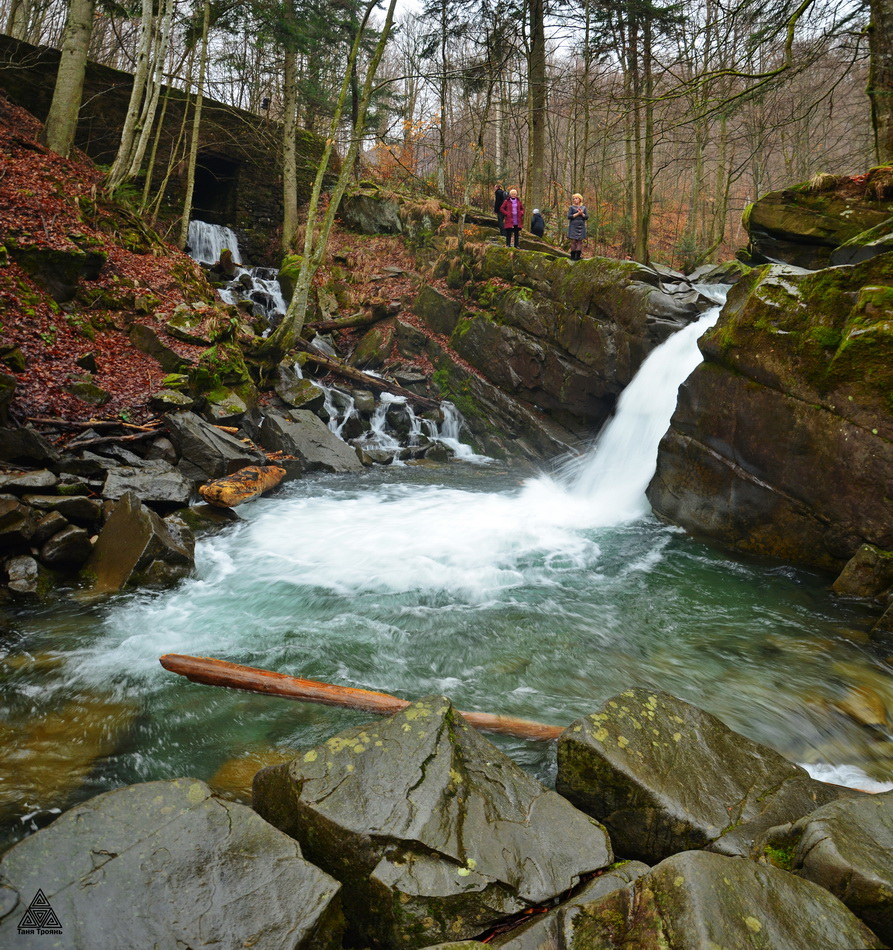
Водоспад Давір

Біля села розташована пам'ятка природи — Лумшо́рські водоспа́ди — група водоспадів в Українських Карпатах, гідрологічна пам'ятка природи
Водоспади розташовані за 3,5 км на північний схід від села Лумшори, на річці Туричці (притока Тур'ї), неподалік від північно-західних схилів Полонини Рівної.
Найбільші Лумшорські водоспади: Соловей, Буркач, Давір, Переступень та Крутило.
В одному з найвищих водоспадів, який має назву Давір, вода падає зі скелі потужним прямовисним струменем заввишки понад 4 м, утворюючи біля підніжжя невелике озеро.
Біля села розташована пам'ятка природи — Лумшорський водоспад.

### Соколині скелі
Орнітологічний заказник «Соколині скелі» - одна з наймальовничіших заповідних зон Українських Карпат. На ділянці букових і хвойних лісів знаходяться унікальні скелі, де гніздяться рідкісні птахи, занесені до Червоної книги України.

## Населення
Згідно з переписом УРСР 1989 року чисельність наявного населення села становила 208 осіб, з яких 119 чоловіків та 89 жінок.
За переписом населення України 2001 року в селі мешкали 83 особи.

### Мова
Розподіл населення за рідною мовою за даними перепису 2001 року:
| Мова       | Кількість | Відсоток |
| ---------- | --------- | -------- |
| українська | 83        | 98.81%   |
| російська  | 1         | 1.19%    |
| Усього     | 84        | 100%     |

## Туристичні місця
- Курорт Лумшори
- На високому плато, що спускається до турбази і зліва омивається рікою Туриця – знахідка крем’яного відщепу пізньопалеолітичної епохи.
- Дзвіниця. 1942 р.
- пам'ятка природи — Лумшо́рські водоспа́ди : Соловей, Буркач, Давір, Переступень та Крутил